# Adrien Bocquet
Adrien Bocquet est un ancien militaire français et propagandiste pro-Kremlin vivant à Moscou. Il se fait connaître en 2022 par le partage de désinformation sur l'invasion de l'Ukraine par la Russie, avant de s'exiler en Russie, pays dont il acquiert la nationalité.

## Biographie
Adrien Bocquet est un ancien militaire de l'armée de l'air française ; blessé durant sa formation de fusilier commando, il ne la termine pas, mais ment sur ses états de services. En 2010, il est en effet blessé lors d'un exercice militaire et se retrouve paraplégique. Il est opéré en 2021 et se fait implanter des neurostimulateurs, qui lui permettent de marcher à nouveau. Il est reçu par Sophie Cluzel, secrétaire d’État chargée des personnes handicapées. Il s'inspire de son histoire pour écrire un livre autobiographique, « où il raconte comment il aurait miraculeusement réappris à marcher grâce à une technique scientifique révolutionnaire à la suite d'un grave accident qui l’aurait laissé paraplégique ». Il en assure la promotion à la télévision en mai 2022,.
En avril 2022, peu après le début de l'invasion de l'Ukraine par la Russie, il se rend en Ukraine, selon lui pour apporter de l'« aide humanitaire ». À son retour, il est interviewé, d'abord sur Sud Radio dans l'émission d'André Bercoff, sur des médias d'extrême droite puis sur de nombreux médias. Il affirme avoir assisté à des exactions et crimes de guerre commis par des soldats ukrainiens, appartenant notamment au régiment Azov. Ses récits sont largement diffusés à travers le monde et repris notamment par le ministre russe des Affaires étrangères. Après vérification, ses déclarations se révèlent être des mensonges,.
La Russie lui octroie la nationalité russe,, qui lui est remise personnellement par Vladimir Poutine.
Il affirme, sans qu'il soit possible de le vérifier, avoir été victime d'une tentative de meurtre de la part des services secrets ukrainiens en septembre 2022, en raison de son activité d'« expert balistique militaire indépendant » pour le gouvernement russe.
En décembre 2023, après l'élection de Miss France 2024, Adrien Bocquet s'attaque à la lauréate, Ève Gilles. Il critique sa minceur, affirmant qu'« une femme doit avoir des formes ». Ces attaques s'inscrivent dans une campagne de harcèlement visant la reine de beauté, principalement orientée sur son physique ; elle est victime de body shaming.
Après que ses mensonges ont été révélés, il continue à se rendre dans les régions occupées du Donbass et fonde son propre média, autoproclamé « indépendant », pour lequel il est reporter de guerre. Il dit être spécialisé dans la guerre russo-ukrainienne, mais affirme avoir été actif « en Irak, au Mali, au Niger, au Kazakhstan, en Arménie ». Il travaille également pour Afrique Média, un organe de propagande russe en Afrique, et déclare être également employé par une agence de presse récemment créée en Serbie.

## Activités de désinformation
Adrien Bocquet raconte diverses scènes en affirmant y avoir assisté en personne, toutes aux alentours de Boutcha : il affirme que des membres d’Azov, avec lesquels il se serait trouvé « auraient systématiquement tiré dans les jambes de soldats russes prisonniers » avant d’exécuter des officiers russes, l'un d'eux aurait même empêché les soignants de porter assistance à des blessés russes au bord d’une route, avant de les achever. Adrien Bocquet affirme également qu'une télévision américaine aurait fait passer des tirs de mortiers ukrainiens pour des bombardements russes. Dans les médias, il se décrit comme un témoin direct ayant vu, filmé et photographié les scènes d'exaction qu'il décrit, mais sans fournir d'images de ces scènes. Les images qu'il fournit prouvent qu'il s'est effectivement rendu en Ukraine, mais uniquement du côté de Lviv, près de la frontière polonaise, et les dates ne correspondent pas non plus à ses déclarations. Adrien Bocquet se contredit et revient sur plusieurs de ses affirmations au fil de ses différentes interviews,,. Il fournit également un photomontage afin de faire croire qu'il serait rendu à Kiev durant ses quelques jours en Ukraine,.
Une fois les mensonges révélés et démentis par différentes sources et enquêtes,, ils sont malgré tout repris par la propagande du Kremlin pour accuser les forces ukrainiennes de crimes de guerre, défendre l'idée selon laquelle l'invasion de l'Ukraine par la Russie serait bénéfique et inverser ainsi les rôles des criminels et des victimes. Adrien Bocquet disparaît cependant des principaux médias français. Il est ensuite invité sur les canaux d'information d’État russes, et se rend en Russie en juillet 2022, où les médias affirment qu'il serait persécuté en France,. Il apparaît notamment dans l'émission Vremia où il reprend la propagande du Kremlin prétextant la « dénazification » de l'Ukraine, mais aussi sur Sputnik.
Adrien Bocquet, aux côtés d'autres propagandistes pro-Kremlin, participe au « Tribunal public international pour l’Ukraine », organe russe ayant officiellement pour objectif de « collecter des données et prouver la commission de crimes de guerre par le régime de Kiev », mais qui en réalité, est un exercice de propagande visant « à détourner l’attention des nombreuses preuves de crimes de guerre commis par les forces russes » et participe aux opérations de désinformation en faveur du Kremlin.
Selon Maxime Audinet, chercheur spécialiste de l'influence russe, les Français comme Adrien Bocquet « servent à blanchir la propagande russe » : « Un citoyen français qui va défendre des positions que l'on peut qualifier de pro-Kremlin, cela peut être perçu comme plus crédible que si c'est un propagandiste d'un média d’État russe ».